# Mahinda Rajapaksa International Stadium
Das Mahinda Rajapaksa International Stadium ist ein Cricketstadion in Hambantota, Sri Lanka und nach dem aktuellen Präsidenten Mahinda Rajapaksa des Landes benannt. Es wurde für die Cricket-Weltmeisterschaft 2011 errichtet und hat eine Kapazität von derzeit 35.000 Plätzen, die auf 60.000 erweitert werden soll.

## Infrastruktur
Das Stadion, das für die ICC World Twenty20 2012 erweitert wird, wurde ab 2009 für geschätzte 9 Millionen US-Dollar errichtet. Es sollte als ein Bestandteil eines neuen Geschäfts- und Sportzentrum fungieren, was mit der Bewerbung um die Commonwealth Games 2018 verdeutlicht wurde. Derzeit ist die umliegende Infrastruktur jedoch nur spärlich vorhanden. Da die Kosten für den Bau der Stadien für die Weltmeisterschaft dem Verband Sri Lanka Cricket überforderten, wurden die gebauten Stadien im November 2011 dem Militär übergeben. Seitdem ist die sri-lankische Armee Besitzer des Stadions. Die beiden Ends heißen Thanamalwila End und Sooriyawewa End.

## Internationales Cricket
Das erste internationale Spiel trug die sri-lankische Cricket-Nationalmannschaft am 20. Februar 2011 in diesem Stadion aus. Beim World Cup 2011 fanden zwei Vorrundenspiele hier statt und bei der ICC World Twenty20 2012 wurden drei Vorrundenspiele hier ausgetragen. Seitdem finden hier auf einigen Touren in Sri Lanka vorwiegend One-Day Internationals (ODIs) statt.